# Jesús Elizalde Sainz de Robles

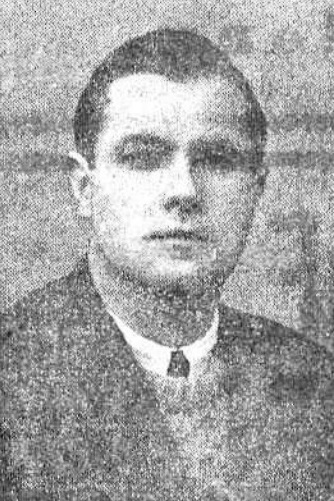
Jesús Elizalde, 1935

Jesús Elizalde Sainz de Robles (Viana, 1907 - Vejer de la Frontera, 1980) fou un advocat i polític carlí navarrès.

## Biografia
Delegat de les Joventuts Tradicionalistes navarreses el 1934. Fou elegit diputat a Corts a les eleccions de febrer de 1936 pel Bloc de Dretes. A l'inici de la Guerra civil va ser membre de la Delegació de Premsa i Propaganda adscrita a la Junta Central Carlista de Guerra de Navarra. Va ser voluntari requeté amb el grau de tinent. De maig de 1937 a març de 1939 va ser assessor polític del comandament de la Milícia de FET y de las JONS, i el maig de 1938 membre de la seva Junta política.
Després de la guerra s'instal·la a Madrid i a l'agost de 1940 fou assessor de la Diputació Provincial. Al novembre fou nomenat secretari de la casa de Navarra. Col·labora amb El Pensamiento Navarro. Cap regional i fou president de la Junta Carlina navarresa de setembre de 1942 a octubre de 1944, i en 1943 membre de la Junta Nacional carlina. També fou Consejero Nacional del Movimiento de 1954 a 1958. En 1957 va reconèixer a Joan d'Espanya com a rei tradicionalista.